# Zueira Funk
Zueira Funk é um álbum com músicas de funk carioca lançado pela Indie Records em Janeiro de 2000. Foi, oficialmente, o primeiro CD de funk carioca a conquistar o disco de ouro (100 mil cópias vendidas).
Segundo o ranking da Associação Brasileira dos Produtores de Discos, este álbum ocupou o quinto lugar na lista dos mais vendidos de janeiro e fevereiro de 2001.

## Faixas
01. Pocotó pocotó (2:53)

02. Cavalo com a pata quebrada (3:12)

03. Uva (3:21)

04. Paga spring love (3:08)

05. Pavoroti (2:52)

06. Pra direita pra esquerda (3:29)

07. Vem neném pro labirinto (3:26)

08. Lotada (2:51)

09. Nova dança (2:46)

10. Faz a onda (3:08)

11. Montagem sacode (2:34)

12. Galope (3:06)

13. Dança do rodo (2:58)

14. Sacóde (2:36)